# Cibões
Cibões ist ein Ort und eine ehemalige Gemeinde (Freguesia) im Norden Portugals.

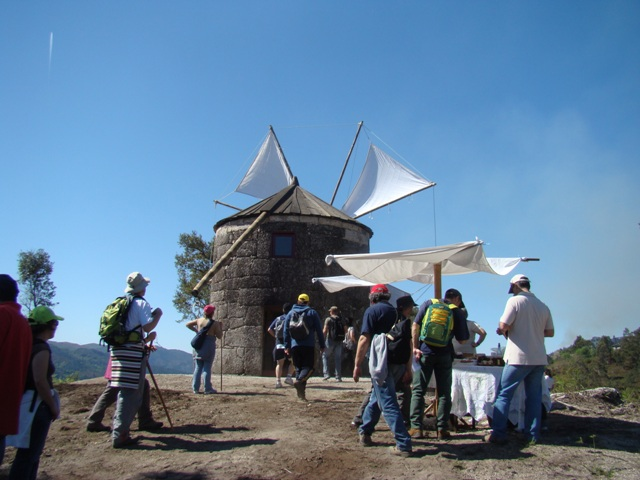
Windmühle in der Ortschaft Gilbarbedo

Cibões gehört zum Kreis Terras de Bouro im Distrikt Braga. Die Gemeinde hatte eine Fläche von 17,5 km² und 367 Einwohner (Stand 30. Juni 2011).
Am 29. September 2013 wurden die Gemeinden Cibões und Brufe zur neuen Gemeinde União das Freguesias de Cibões e Brufe zusammengeschlossen. Cibões ist Sitz dieser neu gebildeten Gemeinde.